# Enns (rio)

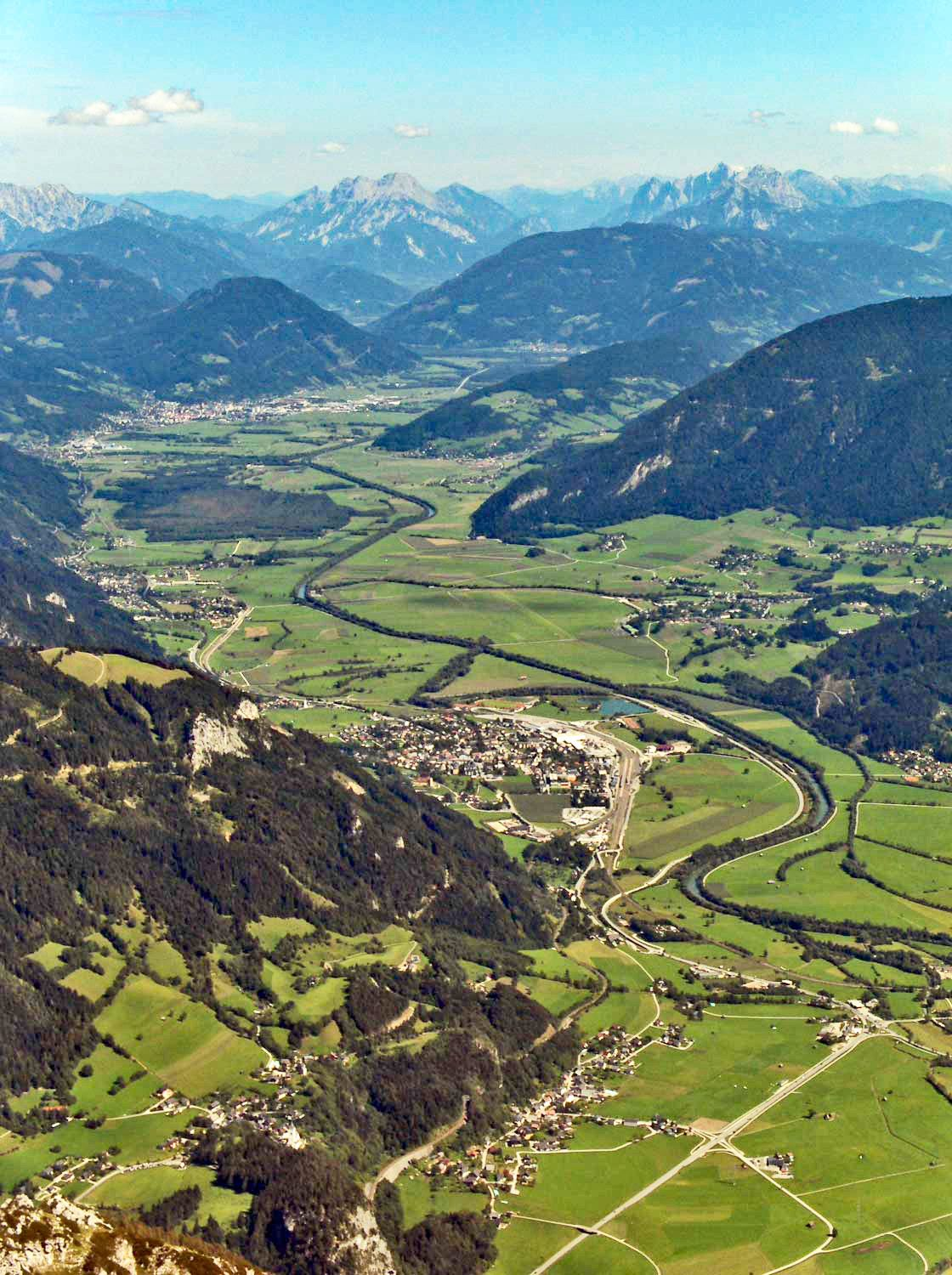
O Ennstal entre Stainach e Liezen

O rio Enns é um rio que nasce nos Alpes austríacos e deságua no rio Danúbio. Ele tem cerca de 254 quilômetros de comprimento e é o maior afluente do Danúbio, na Áustria. A cidade de Enns está localizada na foz do rio Enns e é o mais antigo assentamento urbano contínuo da Áustria.

## História
O rio Enns é um rio que flui através da Áustria e é o maior afluente do rio Danúbio na região. Os primeiros povoados na área da foz do rio Enns no Danúbio datam de 4000 a.C. Os celtas ocupavam a região por volta de 400 a.C. O Reino Nórico foi incorporado ao Império Romano por volta de 15 d.C. e foi designado como uma província romana, a Nórica, sob o reinado do imperador Cláudio em 451.